# NGC 3260
NGC 3260 is een elliptisch sterrenstelsel in het sterrenbeeld Luchtpomp. Het hemelobject werd op 2 mei 1834 ontdekt door de Britse astronoom John Herschel.

## Synoniemen
- ESO 375-40
- MCG -6-23-33
- PGC 30875